# Фоссе, Юн
Юн Олаф Фоссе (норв. Jon Olav Fosse; род. 29 сентября 1959, Хёугесунн, Ругаланн) — норвежский прозаик, поэт, драматург. Лауреат Нобелевской премии по литературе 2023 года. В первые десятилетия XXI века его драмы — из наиболее востребованных на сценах мира.

## Биография
Юн Фоссе родился в Хёугесунне, Норвегия, и вырос в Страндебарме. Серьёзный несчастный случай в возрасте семи лет едва не привёл его к смерти; этот опыт значительно повлиял на его писательскую деятельность в зрелом возрасте. Начал писать с 12-летнего возраста, хотя тогда собирался стать рок-гитаристом и играл на скрипке. Он описывал юного себя как «хиппи», на которого оказывали влияние коммунизм и анархизм. Окончив школу, поступил в Бергенский университет, где изучал литературоведение.
Дебютировал в 1983 году романом «Красное, чёрное», как драматический писатель — пьесой «И мы никогда не расстанемся» (1994). В 1995—1996 годах написал роман-дилогию «Меланхолия I» и «Меланхолия II» о жизни художника Ларса Хертервига, во второй части романа повествование ведется с точки зрения вымышленной сестры Хертервига. Преподавал литературу, занимался журналистикой. Автор нескольких стихотворных сборников, книг для детей.
В 2023 году стал лауреатом Нобелевской премии по литературе «за новаторские пьесы и прозу, в которых он „давал голос невыразимому“» (for his innovative plays and prose which give voice to the unsayable).

## Проза
- 1983 — «Красное, чёрное» (норв. Raudt, svart)
- 1985 — «Запертая гитара» (норв. Stengd gitar)
- 1987 — «Кровь. Камень» (норв. Blod. Steinen er)
- 1989 — «Плавучий дом» (норв. Uendelig Seint)
- 1989 — «Бесконечно поздно» (норв. Naustet)
- 1989 — «Кораблекрушение» (норв. Naustet)
- 1990 — «Кант» (норв. Kant)
- 1991 — «Коллекционер бутылок» (норв. Flaskesamlaren)
- 1992 — «Свинец и вода» (норв. Bly og vatn)
- 1993 — «Хардангерский зоопарк» (норв. Dyrehagen Hardanger)
- 1993 — «Две повести» (норв. To forteljingar)
- 1994 — «Проза из детства» (норв. Prosa frå ein oppvekst)
- 1995 — «Меланхолия I» (норв. Melancholia I)
- 1995 — «Нет-нет» (норв. Nei å nei)
- 1996 — «Меланхолия II» (норв. Melancholia II)
- 1996 — «Ты и ты» (норв. Du å du)
- 1997 — «Финансовый год» (норв. Fy å fy)
- 1998 — «Более старая короткая проза с 7 картинками Камиллы Вереншельд» (норв. Eldre kortare prosa med 7 bilete av Camilla Wærenskjold)
- 2000 — «Утро и вечер» (норв. Morgon og kveld)
- 2000 — «Сестра» (норв. Søster)
- 2004 — «Это Алес» (норв. Det er Ales)
- 2005 — «Кант» (норв. Kant)
- 2007 — «Проснуться» (норв. Andvake)
- 2009 — «Девушка-игра» (норв. Spelejenta)
- 2011 — «Короткая проза» (норв. Kortare prosa)
- 2012 — «Мечты Олафа» (норв. Olavs draumar)
- 2014 — «Вечер тканый» (норв. Kveldsvævd)
- 2014 — «Трилогия» (норв. Trilogien)
- 2015 — «Живой камень» (норв. Levande Stein)
- 2019 — «Другое название — Септология I-II» (норв. Det andre namnet — Septologien I-II)
- 2020 — «Я другой — Септология III-V» (норв. Eg er ein annan — Septologien III-V)
- 2021 — «Новое название — Септология VI-VII» (норв. Eit nytt namn — Septologien VI-VII)
- 2022 — «Септология» (норв. Septologien)
- 2023 — «Обморожение» (норв. Kvitleik)

## Драматургия
- 1994 — «И мы никогда не расстанемся» (норв. Og aldri skal vi skiljast)
- 1995 — «Имя» (норв. Namnet)
- 1996 — «Кто-нибудь когда-нибудь всё-таки придёт» (норв. Nokon kjem til å komme)
- 1997 — «Ребёнок» (норв. Barnet). В 2021 году режиссёр Антон Фёдоров поставил спектакль по этой пьесе на сцене Воронежского Камерного театра. Спектаклю была присуждена Национальная премия «Золотая Маска» за 2023 год в номинации «Лучший спектакль в драме, малая форма»[10].
- 1997 — «Мать и дитя» (норв. Mor og barn)
- 1997 — «Сын» (норв. Sonen)
- 1997 — «Человек с гитарой» (норв. Gitarmannen)
- 1997 — «Ночные песни» (норв. Natta syng sine songar)
- 1999 — «Однажды летним днём» (норв. Ein sommars dag)
- 1999 — «Осенний сон» (норв. Draum om hausten)
- 2000 — «Спи, мое дитя» (норв. Sov du vesle barnet mitt)
- 2000 — «Визиты» (норв. Besøk)
- 2000 — «Зима» (норв. Vinter)
- 2000 — «После полудня» (норв. Ettermiddag)
- 2000 — «Красивый» (норв. Vakkert)
- 2001 — «Вариации на тему смерти» (норв. Dødsvariasjonar)
- 2002 — «Девушка на диване» (норв. Jenta i sofaen)
- 2003 — «Сирень» (норв. Lilla)
- 2004 — «Сюзанна» (норв. Suzannah)
- 2004 — «Мёртвые псы» (норв. Dei døde hundane)
- 2004 — «Са-ка-ла» (норв. Sa ka la)
- 2005 — «Сон» (норв. Svevn)
- 2005 — «Горячий секс» (норв. Varmt)
- 2006 — «Рамбуку» (норв. Rambuku)
- 2006 — «Тени» (норв. Skuggar)
- 2007 — «Я — ветер» (норв. Eg er vinden)
- 2009 — «Эти глаза» (норв. Desse auga)
- 2010 — «Девушка в желтом плаще» (норв. Jente i gul regnjakke)
- 2011 — «Кусок карты» (норв. Kortar stykke)
- 2014 — «Море» (норв. Hav)
- 2015 — «Три либретто» (норв. Tre librettoar)
- 2020 — «Вот как это было» (норв. Slik var det)
- 2021 — «Сильный ветер» (норв. Sterk vind)
- 2023 — «Внутри чёрного леса» (норв. I svarte skogen inne)

## Переводы на русский язык
- Однажды летним днем (рус.)
- Когда ангел проходит по сцене: Избранные пьесы. — Перевод с норвежского Е. Рачинской. — М.: АСТ, 2018. — 576 с.; ISBN 978-5-17-108067-9
- Трилогия. — Перевод с норвежского Н. Фёдоровой. — М.: Эксмо, 2021. — 224 с.; ISBN 978-5-04-116807-0
- Другое имя (Септология I—II). — Перевод с норвежского Н. Фёдоровой. — М.: Эксмо, 2022. — 352 с.; ISBN 978-5-04-122508-7

## Награды и премии
- Премия Ибсена (1996)
- Нестроевская премия (2000)
- Премия Браги (2005)
- Орден Святого Олафа (2005)
- Северная премия Шведской академии (2007)
- Орден заслуг (2007)
- Международная премия Ибсена (2010)
- Нобелевская премия по литературе (2023)
- И многие другие национальные и зарубежные премии.